# Пиччинино, Якопо
Якопо Пиччинино (итал. Jacopo Piccinino; 1423, Перуджа — 1465, Неаполь) — итальянский кондотьер, сын кондотьера Николло Пиччинино. Являлся сеньором Ассизи, Атессы, Борго-Валь-ди-Таро, Боргоново-Валь-Тидоне, Буккьянико, Варци, Гуардьягреле, Интродаккуа, Кандии-Ломеллины, Караманико-Термы, Кастель-Арrуато, Компьяно, Кьети, Пандино, Пеллегрино-Парменсе, Пенне, Солиньяно, Сомальи, Стерпетто, Сульмоны, Фиденцы, Франкавиллы-аль-Маре, Фругароло, Фьоренцуолы-д’Арда и Читты-Сант-Анджело.

## Биография
Приходился племянником кондотьеру Браччо да Монтоне.
После службы лейтенантом под руководством отца Николло Пиччинино в Болонье, в 1440 году участвовал в битве при Ангиари. В начале карьеры воевал в основном против Франческо Сфорца в Ломбардии и Центральной Италии, после смерти своего брата Франческо стал главнокомандующим Амброзианской республики (1449).
Через год в качестве генерала перешёл на службу Венецианской республике, в сражениях за которую снова столкнулся со Сфорца.
В ходе войны за неаполитанское наследство выступил на стороне герцога Анжу Рене Доброго, лишь в 1463 году согласившись подписать мирный договор, по которому женился на дочери Франческо Сфорцы Друсиане, сохранив свои владения и получив титул канцлера Неаполитанского королевства.
В 1465 году прибыл в Неаполь для получения поста наместника Абруцци и командующего войсками королевства. Однако по приказу короля Фердинанда I был арестован и задушен.

## Семья
Якопо Пиччинино был дважды женат. Впервые на даме по имени Розата, от которой у него родились дочь и четверо детей: Габриэлла, Никколо (ум. в 1464 году), Франческо, Джанджакомо и Анджело.
Второй раз женился в 1464 году на внебрачной дочери миланского герцога Франческо Сфорцы Друсиане Сфорца, от брака с который имел умершего в шестимесячном возрасте сына Джакомо Никколо Галеаццо. Также усыновил одного из сыновей Эверсо II дель Ангвиллары Дейфобо, поэтому последнего иногда называют Дейфобо Пиччинино.